# Thiết kế cho hậu cần
Thiết kế cho hậu cần là một loạt các khái niệm trong lĩnh vực quản lý chuỗi cung ứng liên quan đến phương pháp tiếp cận sản phẩm và thiết kế giúp kiểm soát chi phí hậu cần và tăng mức độ dịch vụ khách hàng.  Những khái niệm này được giới thiệu bởi Giáo sư Hau Lee của Đại học Stanford và có ba thành phần chính: Bao bì và vận chuyển kinh tế, Xử lý đồng thời và song song, và Tiêu chuẩn hóa.

## Bao bì kinh tế và vận tải
Có ba cấp độ, chuyển từ hoạt động, sang chiến thuật và cuối cùng là chiến lược.
1. Tâm lý chung: Sản phẩm và bao bì phải được thiết kế sao cho dễ vận chuyển và bày kệ (ví dụ: thiết kế Rubbermate phù hợp với kệ 14x14 của Walmart).  Làm cho một sản phẩm mạnh hơn và chắc chắn hơn mức cần thiết cho chức năng thông thường của nó thường làm tăng chi phí bộ phận, nhưng đôi khi nó làm giảm chi phí ròng bằng cách giảm chi phí đệm và bảo vệ cho vận chuyển.[1]
2. Tạo điều kiện cho chức năng logistic: Phải dễ dàng đóng gói và đóng gói lại, và dễ theo dõi.
3. Cho phép thiết kế hiệu quả chuỗi cung ứng và mô hình kinh doanh: Ví dụ: chuỗi cung ứng và mô hình kinh doanh của IKEA (gói phẳng, v.v.)

## Xử lý đồng thời và song song
Sửa đổi quy trình sản xuất để các bước được thực hiện trước đó trong chuỗi có thể được hoàn thành cùng một lúc.  Điều này sẽ giúp giảm thời gian sản xuất, giảm chi phí tồn kho thông qua dự báo được cải thiện và giảm yêu cầu chứng khoán an toàn, trong số những lợi ích khác.

## Tiêu chuẩn hóa
Ý tưởng của tiêu chuẩn hóa là khai thác tính kinh tế theo quy mô và thực hiện mọi việc một lần có thể được áp dụng nhiều lần.  Tiêu chuẩn hóa có thể được thực hiện thông qua:
1. Bộ phận: Trường hợp các bộ phận thông thường được sử dụng trong nhiều sản phẩm khác nhau
2. Quy trình: Chuẩn hóa quy trình sản xuất và sản phẩm để các quyết định về sản phẩm cụ thể được sản xuất có thể bị trì hoãn.  Đây là sự khác biệt chậm trễ trong thực tế.
3. Sản phẩm: Còn được gọi là thay thế đi xuống.  Chẳng hạn, các công ty cho thuê xe thường xuyên lấp đầy các đặt chỗ với các loại xe cao cấp hơn khi các loại xe cấp thấp hơn không có sẵn.
4. Mua sắm: Chuẩn hóa thiết bị xử lý và phương pháp tiếp cận có thể được sử dụng cho một số sản phẩm (ví dụ: một máy cho cả sản phẩm cao cấp và cấp thấp).